# Hydraena particeps
Hydraena particeps är en skalbaggsart som beskrevs av Perkins 1980. Hydraena particeps ingår i släktet Hydraena och familjen vattenbrynsbaggar. Inga underarter finns listade i Catalogue of Life.